# Ennucula elongata
Ennucula elongata is een tweekleppigensoort uit de familie van de Nuculidae. De wetenschappelijke naam van de soort is voor het eerst geldig gepubliceerd in 1992 door Rhind & Allen.